# Єжихинське сільське поселення
Єжи́хинське сільське поселення (рос. Ежихинское сельское поселение) — адміністративна одиниця у складі Котельницького району Кіровської області Росії. Адміністративний центр поселення — селище Єжиха.

## Історія
Станом на 2002 рік на території сучасного поселення існували такі адміністративні одиниці:
- Єжихинський сільський округ (селища Єжиха, Сюзюм, присілки Бережани, Єники, Катні)

Поселення було утворене згідно із законом Кіровської області від 7 грудня 2004 року № 284-ЗО у рамках муніципальної реформи шляхом перетворення Єжихинського сільського округу.

## Населення
Населення поселення становить 454 особи (2017; 479 у 2016, 517 у 2015, 547 у 2014, 581 у 2013, 605 у 2012, 612 у 2010, 1041 у 2002).

## Склад
До складу поселення входять 5 населених пунктів:
| Населений пункт    | Населення, осіб (2002) | Населення, осіб (2010) |
| ------------------ | ---------------------- | ---------------------- |
| Бережани, присілок | 0                      | 0                      |
| Єжиха, селище      | 792                    | 508                    |
| Єники, присілок    | 17                     | 11                     |
| Катні, присілок    | 30                     | 0                      |
| Сюзюм, селище      | 202                    | 93                     |